# Приазовская возвышенность
Приазовская возвышенность (укр. Приазовська височина) — возвышенность на юго-востоке Украины, в пределах юга и востока Запорожской и юга Донецкой областей.
Высота до 324 м (гора Могила-Бельмак). Полого снижается к Азовскому морю. Основные черты поверхности обусловлены рельефом кристаллического фундамента, покрытого лёссовидными породами. С возвышенности берут начало реки Молочная, Берда, Обиточная, впадающие в Азовское море, и др.
Преобладают южные чернозёмы; сильно распахана. По склонам сохранились участки с типчаково-ковыльной степной растительностью. На возвышенности расположен участок Украинского степного заповедника — «Каменные могилы».